# Daniel Altmaier
Pour les articles homonymes, voir Altmaier.
Daniel Altmaier, né le 12 septembre 1998 à Kempen, est un joueur de tennis allemand, professionnel depuis 2014.

## Carrière
Daniel Altmaier a remporté 9 tournois Futures en simple.
En 2017, il atteint les quarts de finale du tournoi d'Antalya sur gazon. Début 2018, il est finaliste du tournoi Challenger de Burnie. Il manque ensuite le reste de la saison pour cause de blessure.
Il crée la surprise lors des Internationaux de France 2020 pour sa première participation à un tournoi du Grand Chelem. Issu des qualifications, il élimine sans perdre un set Feliciano López (7-61, 6-4, 6-4), Jan-Lennard Struff (6-3, 7-64, 6-3) et le no 8 mondial Matteo Berrettini (6-2, 7-65, 6-4). Il se qualifie ainsi pour les huitièmes de finale où il s'incline face à l'Espagnol Pablo Carreño Busta (2-6, 5-7, 2-6).
En mai 2023, il crée la surprise pour sa première participation au tableau final du Masters 1000 de Madrid en éliminant successivement ses compatriotes Oscar Otte (6-4, 7-5) et Yannick Hanfmann (7-6, 6-3) ainsi que le local Jaume Munar (6-3, 6-0). Il est éliminé  en quarts de finale par le Croate Borna Ćorić (3-6, 3-6). À Roland-Garros, il sort au deuxième tour l'Italien Jannik Sinner numéro 9 mondial en cinq sets, après un combat de 5 h 26 min (6-7, 7-6, 1-6, 7- 6, 7-5).
Il retourne en huitièmes de finale Porte d'Auteuil, s'offrant sa plus belle victoire en termes de classement en battant Taylor Fritz, numéro quatre mondial et finaliste à l'US Open en fin de saison dernière (7-5, 3-6, 6-3, 6-1). Il cède une manche sur ses deux autres matchs, contre le Tchèque Vit Kopriva (6-2, 4-6, 6-3, 7-5) et le Serbe Hamad Medjedović (4-6, 6-3, 6-3, 6-2). Il affronte l'Américain Frances Tiafoe qui dispute son premier huitième à Roland-Garros et comme il y a cinq ans, s'arrête à ce stade de la compétition (3-6, 4-6, 6-7).

## Parcours dans les tournois duGrand Chelem

### En simple
| Année | Open d'Australie | Open d'Australie | Internationaux de France | Internationaux de France | Wimbledon       | Wimbledon        | US Open         | US Open          |
| ----- | ---------------- | ---------------- | ------------------------ | ------------------------ | --------------- | ---------------- | --------------- | ---------------- |
| 2020  | —                | —                | 1/8 de finale            | Pablo Carreño Busta      | Annulé          | Annulé           | —               | —                |
|       |                  |                  |                          |                          |                 |                  |                 |                  |
| 2022  | 1er tour (1/64)  | Alexander Zverev | 1er tour (1/64)          | Jaume Munar              | 1er tour (1/64) | Mikael Ymer      | 1er tour (1/64) | Jannik Sinner    |
| 2023  | 1er tour (1/64)  | Frances Tiafoe   | 3e tour (1/16)           | Grigor Dimitrov          | 1er tour (1/64) | Aleksandar Vukic | 2e tour (1/32)  | Alexander Zverev |
| 2024  | 1er tour (1/64)  | Karen Khachanov  | 2e tour (1/32)           | Stéfanos Tsitsipás       | 2e tour (1/32)  | Denis Shapovalov | 1er tour (1/64) | Mariano Navone   |
| 2025  | 2e tour (1/32)   | Gaël Monfils     | 1/8 de finale            | Frances Tiafoe           | 1er tour (1/64) | Gabriel Diallo   |                 |                  |

N.B. : à droite du résultat se trouve le nom de l'ultime adversaire.

### En double messieurs
| Année | Open d'Australie                                                                           | Open d'Australie                                                                       | Internationaux de France                                                             | Internationaux de France                                                              | Wimbledon | Wimbledon | US Open | US Open |
| ----- | ------------------------------------------------------------------------------------------ | -------------------------------------------------------------------------------------- | ------------------------------------------------------------------------------------ | ------------------------------------------------------------------------------------- | --------- | --------- | ------- | ------- |
| 2022  | 2e tour (1/16) T. Monteiro \|\| style="text-align:left;" \| W. Koolhof N. Skupski          | 1er tour (1/32) Oscar Otte \|\| style="text-align:left;" \| R. Ramanathan Hunter Reese | 1er tour (1/32) C. Taberner \|\| style="text-align:left;" \| Rajeev Ram J. Salisbury | 1er tour (1/32) T. Monteiro \|\| style="text-align:left;" \| Ivan Dodig A. Krajicek   |           |           |         |         |
| 2023  | 1er tour (1/32) J. P. Varillas \|\| style="text-align:left;" \| J. S. Cabal R. Farah       | —                                                                                      | —                                                                                    | 1er tour (1/32) Aslan Karatsev \|\| style="text-align:left;" \| W. Koolhof N. Skupski | —         | —         |         |         |
| 2024  | 2e tour (1/16) M. Á. Reyes-Varela \|\| style="text-align:left;" \| Rajeev Ram J. Salisbury | —                                                                                      | —                                                                                    | —                                                                                     | —         | —         | —       |         |

N.B. : le nom du partenaire se trouve sous le résultat ; les noms des ultimes adversaires se trouvent à droite.

## Parcours dans lesMasters 1000
| Année | Indian Wells        | Miami                | Monte-Carlo              | Madrid                 | Rome                 | Canada               | Cincinnati           | Shanghai             | Paris                 |
| ----- | ------------------- | -------------------- | ------------------------ | ---------------------- | -------------------- | -------------------- | -------------------- | -------------------- | --------------------- |
| 2021  | 2e tour G. Dimitrov | —                    | —                        | —                      | —                    | —                    | —                    | n.o.                 | —                     |
| 2022  | 1er tour S. Johnson | 1er tour J. J. Wolf  | —                        | —                      | —                    | —                    | —                    | n.o.                 | —                     |
| 2023  | —                   | 1er tour I. Ivashka  | —                        | 1/4 de finale B. Ćorić | 2e tour F. Tiafoe    | —                    | 1er tour A. Popyrin  | 1er tour Y. Nishioka | 1/8 de finale H. Rune |
| 2024  | 1er tour L. Pouille | 2e tour J.-L. Struff | 1er tour F. Cerúndolo    | 3e tour H. Hurkacz     | 1er tour L. Nardi    | —                    | —                    | —                    | —                     |
| 2025  | —                   | 1er tour C. Wong     | 1/8 de finale C. Alcaraz | 1er tour N. Jarry      | 1er tour F. Comesaña | 1er tour Y. Watanuki | 1er tour R. Bautista |                      |                       |

N.B. : sous le résultat se trouve le nom de l’ultime adversaire.

## Victoires sur le top 10
Toutes ses victoires sur des joueurs classés dans le top 10 de l'ATP lors de la rencontre.
| Légende             |
| Grand Chelem        |
| Masters 1000        |
| ATP 500             |
| ATP 250             |
| Coupe Davis ATP Cup |

| # | D.A.   | Tournoi       | Année | Surface      | Adversaire        | Rang | Tour | Score                      |
| - | ------ | ------------- | ----- | ------------ | ----------------- | ---- | ---- | -------------------------- |
| 1 | no 186 | Roland-Garros | 2020  | Terre battue | Matteo Berrettini | no 8 | 1/16 | 6-2, 7-65, 6-4             |
| 2 | no 79  | Roland-Garros | 2023  | Terre battue | Jannik Sinner     | no 9 | 1/32 | 60-7, 7-67, 1-6, 7-64, 7-5 |
| 3 | no 61  | Hambourg      | 2023  | Terre battue | Andrey Rublev     | no 7 | 1/8  | 6-2, 6-2                   |
| 4 | no 57  | Acapulco      | 2024  | Dur          | Alexander Zverev  | no 6 | 1/16 | 6-3, 3-6, 6-3              |
| 5 | no 66  | Roland-Garros | 2025  | Terre battue | Taylor Fritz      | no 4 | 1/64 | 7-5, 3-6, 6-3, 6-1         |

## Classements ATP en fin de saison
| Année          | 2014 | 2015 | 2016 | 2017 | 2018 | 2019 | 2020 | 2021 | 2022 | 2023 |
| Rang en simple | 1001 | 885  | 448  | 251  | 517  | 321  | 130  | 100  | 95   | 56   |
| Rang en double | 1601 | 904  | 555  | 701  | –    | 623  | 591  | 402  | 330  | 870  |

Source : (en) Classements de Daniel Altmaier sur le site officiel de la Fédération internationale de tennis